# Future Days
Future Days är det femte albumet av den tyska musikgruppen Can, lanserat 1973 på skivbolaget United Artists. Albumet kom att bli det sista där sångaren Damo Suzuki medverkade. En avgörande skillnad mot gruppens tidigare skivor är dragningen mot ambient.

## Låtlista
(låtarna komponerade av medlemmarna i Can)
1. "Future Days" - 9:30
2. "Spray" - 8:29
3. "Moonshake" - 3:04
4. "Bel Air" - 20:00